# ديفيد ستيوارت (لاعب كرة قدم أمريكية)
ديفيد ستيوارت (بالإنجليزية: David Stewart)‏ هو لاعب كرة قدم أمريكية بريطاني، ولد في 28 أغسطس 1982 في ديكاتور في الولايات المتحدة.

## وصلات خارجية
- ديفيد ستيوارت على موقع مرجع كرة القدم المحترفة.كوم (الإنجليزية)